# Rafał Kurzawa
Rafał Kurzawaⓘ (ur. 29 stycznia 1993 w Wieruszowie) – polski piłkarz występujący na pozycji pomocnika w Bruk-Bet Termalica Nieciecza, reprezentant Polski, uczestnik mistrzostw świata 2018.

## Kariera klubowa
W czasach juniorskich trenował w klubach Zgoda Olszowa, Sokół Świba, Marcinki Kępno i Górnik Zabrze. Do Górnika trafił w 2010 w ramach naboru prowadzonego do drużyny Młodej Ekstraklasy. W rozgrywkach tych występował w sezonach 2010/11 i 2011/12. Od 4 sierpnia 2012 do 31 grudnia 2013 przebywał na wypożyczeniu w Energetyku ROW Rybnik. W sumie w jego barwach rozegrał 49 meczów ligowych – 32 w II lidze i 17 w I lidze. Po powrocie do Zabrza zadebiutował w Ekstraklasie – miało to miejsce 16 lutego 2014 w przegranym 0:3 meczu z Zagłębiem Lubin (grał w nim do 66. minuty, po czym został zastąpiony przez Bartosza Iwana). Pierwszego gola w lidze zdobył 14 maja 2016 w meczu z Termaliką Bruk-Bet Nieciecza (1:1). W sezonie 2017/18 został wybrany najlepszym pomocnikiem Ekstraklasy, w tamtych rozgrywkach zanotował też największą liczbę asyst w lidze – 18.

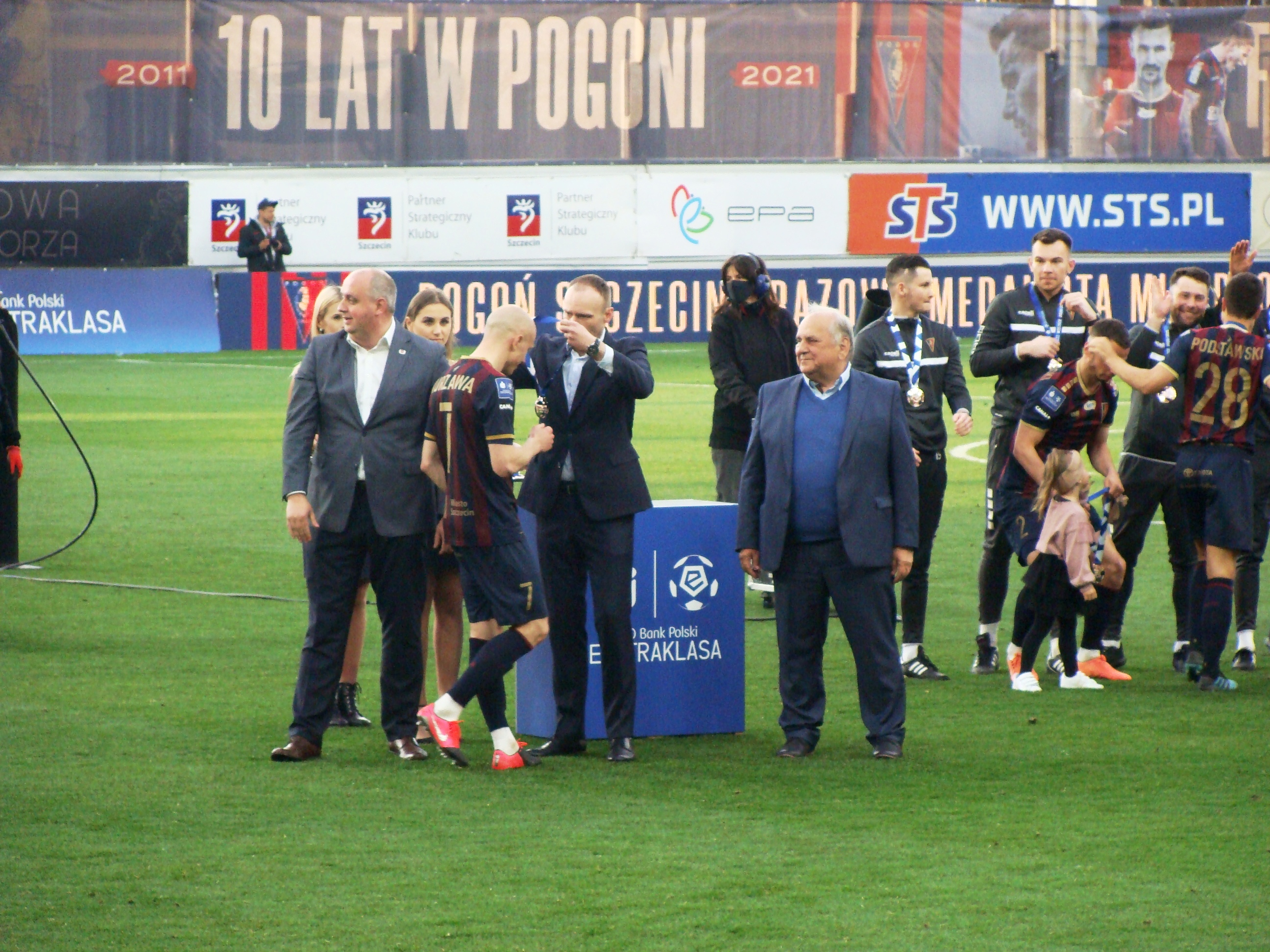
Rafał Kurzawa odbiera medal za zdobycie III miejsca w Ekstraklasie w sezonie 2020/2021

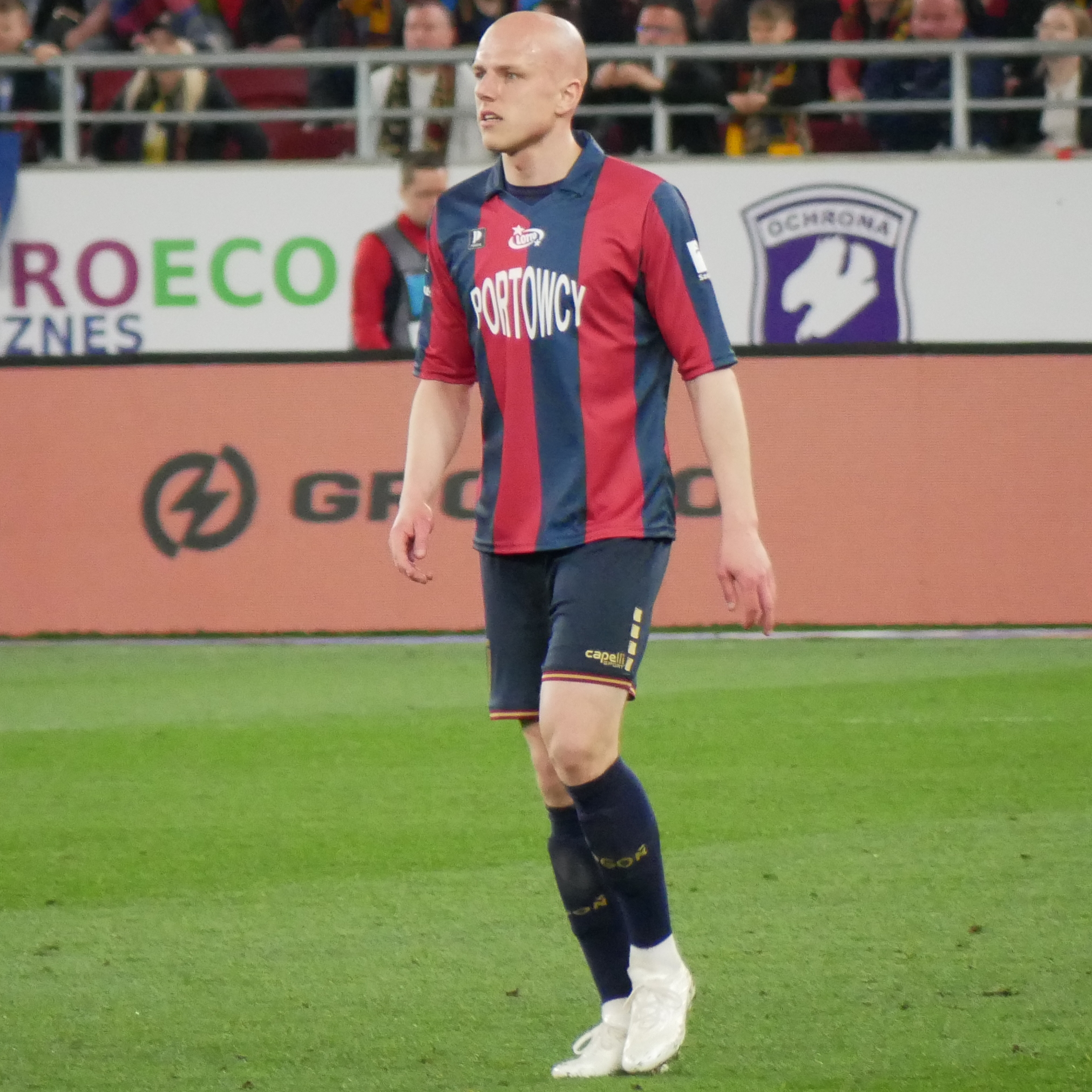
Rafał Kurzawa w barwach Pogoni Szczecin (2023)

6 sierpnia 2018 na zasadzie transferu definitywnego przeszedł do francuskiego Amiens SC. W barwach nowego klubu zadebiutował 18 sierpnia 2018, wchodząc na boisko w 72. minucie meczu 2. kolejki Ligue 1 z Montpellier HSC (1:2). Swoją pierwszą bramkę dla Amiens strzelił 15 września 2018 w ligowym meczu z Lille OSC (2:3).
31 stycznia 2019 został wypożyczony z Amiens do duńskiego zespołu występującego w Superligaen – FC Midtjylland. Umowa obowiązywała do końca sezonu 2018/19 i zawierała opcję transferu definitywnego, ale z niej nie skorzystano. Następnie wypożyczony był do duńskiego klubu Esbjerg fB. Gdy klub ten spadł z Superligaen, wypożyczenie zakończyło się i latem 2020 piłkarz powrócił do Amiens. Kilka miesięcy później rozwiązał kontrakt za porozumieniem stron i od tego czasu pozostawał bez klubu, trenując indywidualnie. 16 lutego 2021 podpisał trzyletni kontrakt z Pogonią Szczecin. W sezonie 2020/2021 zajął z tą drużyną III miejsce w Ekstraklasie, zdobywając tym samym swój pierwszy medal w karierze. 
26 czerwca 2025 został  Bruk-Bet Termalica Nieciecza.

## Kariera reprezentacyjna
W reprezentacji Polski zadebiutował 13 listopada 2017 w przegranym 0:1 towarzyskim spotkaniu z Meksykiem. Do gry wszedł w 83. minucie, zmieniając Macieja Rybusa. W przegranym 0:1 meczu z Nigerią rozegranym 23 marca 2018 zagrał po raz pierwszy w pełnym wymiarze czasu. W czerwcu 2018 został powołany do 23-osobowej kadry na mistrzostwa świata 2018. Na turnieju zagrał 78 minut w wygranym 1:0, ostatnim meczu fazy grupowej z Japonią; po jego podaniu Jan Bednarek zdobył jedyną bramkę tego spotkania.

## Statystyki

### Klubowe

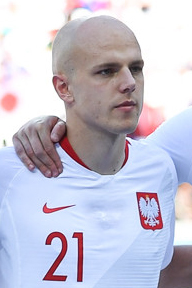
Rafał Kurzawa przed meczem Polska – Japonia na MŚ

(aktualne na dzień 20 sierpnia 2022)
| Klub                        | Sezon                | Liga                 | Liga  | Liga   | Puchar kraju | Puchar kraju | Puchar ligi | Puchar ligi | Europa | Europa | Suma  | Suma   |
| Klub                        | Sezon                | Liga                 | Mecze | Bramki | Mecze        | Bramki       | Mecze       | Bramki      | Mecze  | Bramki | Mecze | Bramki |
| --------------------------- | -------------------- | -------------------- | ----- | ------ | ------------ | ------------ | ----------- | ----------- | ------ | ------ | ----- | ------ |
| Energetyk ROW Rybnik (wyp.) | 2012/2013            | II liga              | 32    | 3      | –            | –            | –           | –           | –      | –      | 32    | 3      |
| Energetyk ROW Rybnik (wyp.) | 2013/2014            | I liga               | 17    | 1      | 1            | 1            | –           | –           | –      | –      | 18    | 2      |
| Energetyk ROW Rybnik (wyp.) | Łącznie w Energetyku | Łącznie w Energetyku | 49    | 4      | 1            | 1            | –           | –           | –      | –      | 50    | 5      |
| Górnik Zabrze               | 2013/2014            | Ekstraklasa          | 5     | 0      | –            | –            | –           | –           | –      | –      | 5     | 0      |
| Górnik Zabrze               | 2014/2015            | Ekstraklasa          | 12    | 0      | 1            | 0            | –           | –           | –      | –      | 13    | 0      |
| Górnik Zabrze               | 2015/2016            | Ekstraklasa          | 23    | 1      | 1            | 0            | –           | –           | –      | –      | 24    | 1      |
| Górnik Zabrze               | 2016/2017            | I liga               | 33    | 4      | 2            | 1            | –           | –           | –      | –      | 35    | 5      |
| Górnik Zabrze               | 2017/2018            | Ekstraklasa          | 36    | 2      | 5            | 2            | –           | –           | –      | –      | 41    | 4      |
| Górnik Zabrze               | Łącznie w Górniku    | Łącznie w Górniku    | 109   | 7      | 9            | 3            | –           | –           | –      | –      | 118   | 10     |
| Amiens SC                   | 2018/2019            | Ligue 1              | 11    | 1      | 1            | 0            | 2           | 0           | –      | –      | 14    | 1      |
| FC Midtjylland (wyp.)       | 2018/2019            | Superligaen          | 7     | 1      | 2            | 0            | –           | –           | –      | –      | 9     | 1      |
| Esbjerg fB (wyp.)           | 2019/2020            | Superligaen          | 12    | 2      | 1            | 0            | –           | –           | –      | –      | 13    | 2      |
| Pogoń Szczecin              | 2020/2021            | Ekstraklasa          | 10    | 2      | 0            | 0            | –           | –           | –      | –      | 10    | 2      |
| Pogoń Szczecin              | 2021/2022            | Ekstraklasa          | 22    | 1      | 1            | 0            | –           | –           | 2      | 0      | 25    | 1      |
| Pogoń Szczecin              | 2022/2023            | Ekstraklasa          | 0     | 0      | 0            | 0            |             |             | –      | –      | 0     | 0      |
| Pogoń Szczecin              | Łącznie w Pogoni     | Łącznie w Pogoni     | 32    | 3      | 1            | 0            | –           | –           | 2      | 0      | 35    | 3      |
| Łącznie w karierze          | Łącznie w karierze   | Łącznie w karierze   | 223   | 18     | 15           | 4            | 2           | 0           | 2      | 0      | 242   | 22     |

### Reprezentacyjne
(aktualne na dzień 11 października 2018)
| Reprezentacja | Rok     | Mecze | Bramki |
| ------------- | ------- | ----- | ------ |
| Polska        | 2017    | 1     | 0      |
| Polska        | 2018    | 6     | 0      |
| Ogólnie       | Ogólnie | 7     | 0      |

| Mecze i gole w reprezentacji | Mecze i gole w reprezentacji | Mecze i gole w reprezentacji | Mecze i gole w reprezentacji | Mecze i gole w reprezentacji | Mecze i gole w reprezentacji | Mecze i gole w reprezentacji |
| Lp.                          | Data                         | Miasto                       | Przeciwnik                   | Gol                          | Wynik                        | Rozgrywki                    |
| ---------------------------- | ---------------------------- | ---------------------------- | ---------------------------- | ---------------------------- | ---------------------------- | ---------------------------- |
| 1.                           | 13.11.2017                   | Gdańsk                       | Meksyk                       |                              | 0:1                          | towarzyski                   |
| 2.                           | 23.03.2018                   | Wrocław                      | Nigeria                      |                              | 0:1                          | towarzyski                   |
| 3.                           | 27.03.2018                   | Chorzów                      | Korea Południowa             |                              | 3:2                          | towarzyski                   |
| 4.                           | 28.06.2018                   | Wołgograd                    | Japonia                      |                              | 1:0                          | MŚ 2018                      |
| 5.                           | 07.09.2018                   | Bolonia                      | Włochy                       |                              | 1:1                          | LN 2018/2019                 |
| 6.                           | 11.09.2018                   | Wrocław                      | Irlandia                     |                              | 1:1                          | towarzyski                   |
| 7.                           | 11.10.2018                   | Chorzów                      | Portugalia                   |                              | 2:3                          | LN 2018/2019                 |

## Sukcesy

### FC Midtjylland
- Puchar Danii: 2018/2019

## Życie prywatne
Pochodzi ze wsi Świba pod Kępnem, gdzie jego rodzina prowadzi gospodarstwo.